# آشپزی آسیایی

نمایی از نقشهٔ مناطق مختلف کشورهای آسیایی

آشپزی آسیایی (انگلیسی: Asian cuisine) شامل بررسی آشپزی چندین منطقه آسیا یعنی شرق آسیا، جنوب شرق آسیا، جنوب آسیا، آسیای مرکزی و منطقه خاورمیانه / غرب آسیا می‌باشد.